# Cyrtotria gracilis
Cyrtotria gracilis är en kackerlacksart som först beskrevs av Hermann Burmeister 1838.  Cyrtotria gracilis ingår i släktet Cyrtotria och familjen jättekackerlackor. Inga underarter finns listade i Catalogue of Life.